# Alexander Choupenitch
Alexander Choupenitch (Brno, 2 de maio de 1994) é um esgrimista tcheco, medalhista olímpico.

## Carreira
Choupenitch conquistou a medalha de bronze nos Jogos Olímpicos de Verão de 2020 em Tóquio, após derrotar o japonês Takahiro Shikine por 15–8 na disputa de florete individual.